# Anthony Zerbe
 (novembre 2020).
Si vous disposez d'ouvrages ou d'articles de référence ou si vous connaissez des sites web de qualité traitant du thème abordé ici, merci de compléter l'article en donnant les références utiles à sa vérifiabilité et en les liant à la section « Notes et références ».
Pour les articles homonymes, voir Zerbe.
Anthony Zerbe est un acteur américain, né le 20 mai 1936 à Long Beach, en Californie (États-Unis).

## Biographie
Anthony Zerbe est né à Long Beach en Californie, le fils de Catherine (née Scurlock) et d'Arthur LeVan Zerbe. Il est allé à l'école secondaire de Newport Harbor. Il a fréquenté le Pomona College de Claremont, en Californie, où il a obtenu son diplôme en 1958. Ses parents étaient également des anciens élèves du Pomona College.  Il a servi dans l'armée de l'air des États-Unis de 1959 à 1961 
L'intérêt de Zerbe pour le jeu d'acteur a été éveillé par des productions théâtrales à l'âge de 17 ans. Il a étudié au Stella Adler Studio à New York. À la télévision, il a joué des rôles invités dans des séries telles que Naked City, Le Virginien, Kung Fu (deux épisodes), La Grande Vallée, Route 66, Les Mystères de l'Ouest, Twelve O'Clock High, Bonanza, Mission impossible (5 épisodes), Gunsmoke, Hawaii Five-O, Mannix (quatre épisodes), Opération vol, The Chisholms (en), Ironside, Sur la piste du crime, The Rookies, 200 dollars plus les frais, Dynastie et Columbo, entre autres.
Il a eu un rôle principal dans L'Équipée du Poney Express, et a joué dans Harry O dans la deuxième et dernière saison de cette série. Zerbe était également considéré comme Ponce Pilate dans la mini-série A.D. : Anno Domini et comme le général Grant dans la mini-série Nord et Sud. Il était également dans de nombreux épisodes de la mini-série Centennial, en 1978. Sa dernière apparition est dans le film de comédie/crime noir américain de 2013 American Bluff.
Zerbe est l'ancien directeur artistique de Reflections, A New Plays Festival au Geva Theatre de Rochester, New York, et a fait une tournée aux États-Unis, en 1981, avec Behind the Broken Words, une performance de poésie contemporaine, de comédie et d'œuvres dramatiques avec l'acteur collègue Roscoe Lee Browne. 
En 1976, Zerbe a remporté un Emmy Award pour sa performance dans une série dramatique pour son rôle de lieutenant K.C. Trench dans la série de détective privé Harry O. En 1981, il a joué le frère aîné Benjamin Hubbard dans une reprise à Broadway de The Little Foxes.

## Filmographie

### Cinéma
- 1967 : Luke la main froide (Cool Hand Luke) de Stuart Rosenberg : Dog Boy
- 1968 : Will Penny, le solitaire (Will Penny) de Tom Gries : Dutchy
- 1970 : Traître sur commande (The Molly Maguires) de Martin Ritt : Tom Dougherty
- 1970 : On n'achète pas le silence (The Liberation of L.B. Jones) de William Wyler : Willie Joe Worth
- 1970 : Appelez-moi Monsieur Tibbs (They Call Me MISTER Tibbs!) de Gordon Douglas : Rice Weedon
- 1971 : Le Survivant (The Omega Man) de Boris Sagal : Jonathan Matthias
- 1972 : The Strange Vengeance of Rosalie (en) de Jack Starrett : Fry
- 1972 : Juge et Hors-la-loi (The Life and Times of Judge Roy Bean) de John Huston : un arnaqueur
- 1973 : Papillon de Franklin J. Schaffner : Toussaint, le chef de la colonie de lépreux
- 1973 : Le Flic ricanant (The Laughing Policeman) de Stuart Rosenberg : le lieutenant Nat Steiner
- 1974 : À cause d'un assassinat (The Parallax View) d'Alan J. Pakula : le professeur Nelson Schwartzkopf (non-crédité au générique)
- 1975 : Adieu ma jolie (Farewell, My Lovely) de Dick Richards : Laird Brunette
- 1975 : Une bible et un fusil (Rooster Cogburn) de Stuart Millar : Breed
- 1977 : Le Tournant de la vie (The Turning Point) de Herbert Ross : Joe "Rosie" Rosenberg
- 1978 : Les Guerriers de l'enfer (Who'll Stop the Rain) de Karel Reisz : Antheil
- 1980 : Soggy Bottom, USA de Ted Flicker : Morgan
- 1980 : De plein fouet (The First Deadly Sin) de Brian G. Hutton : le capitaine Broughton
- 1983 : Dead Zone (The Dead Zone) de David Cronenberg : Roger Stuart
- 1986 : Le flic était presque parfait (Off Beat) de Michael Dinner : M. Wareham
- 1986 : Le Camp de l'enfer (Opposing Force) d'Eric Karson : Becker
- 1987 : P.I. Private Investigations (en) de Nigel Dick : Charles Bradley, le père de Joe
- 1987 : Steel Dawn de Lance Hool : Damnil
- 1989 : Une chance pour tous (Listen to Me) de Douglas Day Stewart : le sénateur McKellar
- 1989 : Pas nous, pas nous (See No Evil, Hear No Evil) d'Arthur Hiller : Sutherland
- 1989 : Permis de tuer (Licence to Kill) de John Glen : Milton Krest
- 1997 : Touch de Paul Schrader : le père Donahue
- 1998 : Star Trek : Insurrection (Star Trek: Insurrection) de Jonathan Frakes : le vice-amiral Matthew Dougherty
- 1999 : Jugé coupable (True Crime) de Clint Eastwood : Henry Lowenstein
- 2003 : Behind the Broken Words de David Stern : lui-même (il récite sur scène de la poésie et des extraits de prose, aux côtés de Roscoe Lee Browne)
- 2003 : Matrix Reloaded (The Matrix Reloaded) de Lana et Lilly Wachowski : le conseiller Hamann
- 2003 : Matrix Revolutions (The Matrix Revolutions) de Lana et Lilly Wachowski : le conseiller Hamann
- 2007 : Veritas, Prince of Truth (en) d'Arturo Ruiz-Esparza : Porterfield
- 2013 : American Bluff (American Hustle) de David O. Russell : le sénateur Horton Mitchell
- 2014 : Six Dance Lessons in Six Weeks (en) d'Arthur Allan Seidelman : M. Crumwald
- 2016 : The Investigation de Stuart Cooper : Ash

### Télévision

#### Téléfilms
- 1972 : The Hound of the Baskervilles de Barry Crane : le docteur John Mortimer
- 1973 : Snatched de Sutton Roley : Boone
- 1973 : Carola de Norman Lloyd : Campan
- 1973 : She Lives! de Stuart Hagmann : le docteur Wellman
- 1974 : The Healers de Tom Gries: le docteur Albert Scanlon
- 1977 : In the Glitter Palace de Robert Butler : Roy Danko
- 1977 : The Court-Martial of George Armstrong Custer de Glenn Jordan
- 1980 : Révolte dans la prison d'Attica (Attica) : William Kunstler
- 1987 : Independence : General Grey
- 1996 : On Seventh Avenue de Jeff Bleckner : Roger Aiken

#### Séries télévisées
- 1963 : Naked City de Stirling Silliphant, saison 4, épisode 29 "Carrier" : Philip Karshow
- 1963 : Route 66 de Stirling Silliphant et Herbert B. Leonard, saison 4, épisode 1 "Two Strangers and an Old Enemy" : le deuxième journaliste
- 1965 : 12 O'Clock High de Sy Bartlett et Beirne Lay Jr., saison 2, épisode 15 "Target 802" : le capitaine Burgdorf
- 1965 : La Grande Vallée (The Big Valley) de A.I. Bezzerides et Louis F. Edelman, saison 1, épisode 13 "La Culpabilité de Matt Bendell" (The Guilt of Matt Bentell) : Gil Condon
- 1967 : Le Cheval de fer (The Iron Horse) de James Goldstone et Stephen Kandel, saison 1, épisode 22 "Les Faux aristocrates" (Banner with a Strange Device) : Beau Clayborne
- 1967 : Les Mystères de l'Ouest (The Wild Wild West) de Michael Garrison , saison 3, épisode 12 "La Nuit de la légion de la mort" (The Night of the Legion of Death) : Deke Montgomery
- 1967 : Mission : Impossible de Bruce Geller, saison 2, épisode 15 "Le Photographe" (The Photographer) : David Redding
- 1968 : Gunsmoke de John Meston et Norman Macdonnell, saison 13, épisode 19 "Blood Money" : Nick Skouras
- 1968 : Opération vol (It Takes a Thief) de Roland Kibbee, saison , épisode 5 "L'Ange triste" (One Illegal Angel) : Johnny O'Farrel
- 1968 : Le Virginien (The Virginian) de Charles Marquis Warren, saison 6, épisode 20 "Le bandit au grand cœur " (The Good-Hearted Badman) : Jake Powell
- 1969 : Bonanza de David Dortort, saison 10, épisode 30 "Traque au soleil" (A Ride in the Sun) : John Spain
- 1969 : Mission : Impossible de Bruce Geller, saison 3, épisode 18 "L'Appât vivant" (Live Bait) : le colonel Helmut Kellerman
- 1969 : Mannix de Bruce Geller, Richard Levinson et William Link, saison 2, épisode 18 "Mort sur un mode mineur" (Death in a Minor Key) : le chef de la police Walt Finley
- 1969 : Mission : Impossible de Bruce Geller, saison 4, épisode 12 "Amnésie" (The Amnesiac) : le colonel Alex Vorda
- 1970 : Mission : Impossible de Bruce Geller, saison 5, épisode 9 "L'Amateur" (The Amateur) : Eric Schilling
- 1970 : Gunsmoke de John Meston et Norman Macdonnell, saison 16, épisode 13 "The Noonday Devil" : Heraclio Cantrell / le père Hernando Cantrell
- 1970 : Storefront Lawyers de David Karp, saison 1, épisode 12 "Where Were We, Waldo?" : Waldo
- 1971 : L'Homme de fer de Collier Young, saison 5, épisode 1 "Folie meurtrière" (The Priest Killer) : Vincent Wiertel
- 1971 : Mission : Impossible de Bruce Geller, saison 6, épisode 14 "Les Fleurs du mal" (The Connection) : Reece Dolan
- 1972 : Sam Cade (Cade's County) de Rick Husky et Anthony Wilson (scénariste), saison unique, épisode 13 "Piège" (Shakedown) : Maurey Benedict
- 1972 : Cannon d'Edward Hume, saison 1, épisode 22 "L'Incendiaire" (The Torch) : Doc Immelman
- 1972 : Nichols de Frank Pierson, saison unique, épisode 23 "All In the Family" : Quinn
- 1972 : L'Homme de fer de Collier Young, saison 6, épisode 2 "Attention : chien méchant" (The Savage Sentry) : Dunlap
- 1972 : Mannix de Bruce Geller, Richard Levinson et William Link, saison 6, épisode 2 "La Confession" (Cry Silence) : James Conway
- 1973 : Gunsmoke de John Meston et Norman Macdonnell, saison 18, épisode 23 "Talbot" : Talbot
- 1973 : Cannon d'Edward Hume, saison 2, épisode 22 "À cache-cache" (Catch Me If You Can) : Morris W. Talbot
- 1973 : Les Rues de San Francisco (The Sreets of San Francisco) d'Edward Hume, saison 2, épisode 9 "L'Or mortel" (The Twenty-Four Karat Plague) : Edward Whitney
- 1973 : Cannon d'Edward Hume, saison 3, épisode 10 "Une Histoire boîteuse" (The Limping Man) : Max Dolney
- 1973 : Sur la piste du crime (The F.B.I.) de Quinn Martin, saison 9, épisode 8 "Rules of the Game" : Brimmer
- 1973 : Kung Fu d'Ed Spielmann, Jerry Thorpe et Herman Miller, saison 2, épisode 10 "Les Hiboux " (The Hoots) : Paul Klempt
- 1973 : Mannix de Bruce Geller, Richard Levinson et William Link, saison 7, épisode 13 "Les Survivants" (All the Dead Were Strangers) : Little Ned
- 1974 : Le Magicien (The Magician) de Jack Arnold et Bill Bixby, saison unique, épisode 13 "La Femme d'acier" (The Illusion of the Stainless Steel Lady) : Brad Nicholson
- 1974 : Hawaï police d'État (Hawaii 5-0) de Leonard Freeman et Jack Lord, saison 6, épisode 22 "La Vengeance de la police" (Mother's Deadly Helper) : Cord McKenzie
- 1976 : Once an Eagle : Dave Shifkin
- 1977 : La Conquête de l'Ouest (How the West Was Won) : Martin Grey
- 1977 : The Red Hand Gang : Kidnappeur
- 1978 : Child of Glass : Amory Timmons
- 1978 : Colorado (Centennial) : Mervin Wendell
- 1978 : KISS Meets the Phantom of the Park : Abner Devereaux
- 1979 : The Chisholms : Jimmy Jackson
- 1980 : The Seduction of Miss Leona : Clem Steggman
- 1982 : Rascals and Robbers: The Secret Adventures of Tom Sawyer and Huck Finn : Arco the Magnificent
- 1982 : La Petite Maison dans la prairie : Dr Josuah McQueen (Saison 9 - épisodes 6 et 7)
- 1982 : A Question of Honor : Capitaine Marcus
- 1983 : Le Retour des agents très spéciaux : Justin Sepheran
- 1984 : George Washington (en) : St. Pierre
- 1985 : A.D. : Anno Domini : Ponce Pilate
- 1986 : Le Bras armé de la loi (One Police Plaza) : Yakov Anderman
- 1986 : Dream West : Bill Williams
- 1986 : Nord et Sud 2 : Gen. Ulysses S. Grant
- 1988 : Memories of Manon : Phillip Marcel
- 1988 : Viva Oklahoma (Baja Oklahoma) : Ole Jeemy Williams
- 1988 : Onassis, l'homme le plus riche du monde (Onassis: The Richest Man in the World) : Livanos
- 1989-1992 : L'Équipée du Poney Express (The Young Riders) : Aloysius « Teaspoon » Hunter
- 1989 : Columbo : Il y a toujours un truc (Columbo Goes to the Guillotine) : Max Dyson
- 1991 : To Save a Child : Lewis
- 1994 : Treasure Island: The Adventure Begins : Long
- 1997 : Asteroïde : Points d'impact (Asteroids: Deadly Impact) : Dr Charles Napier
- 1997 : Jack Reed: Death and Vengeance : Sanford 'Sandy' Miller